# Burauen
Burauen is een gemeente in de Filipijnse provincie Leyte op het eiland Leyte. Bij de laatste census in 2007 had de gemeente bijna 49 duizend inwoners.

## Geografie

### Bestuurlijke indeling
Burauen is onderverdeeld in de volgende 77 barangays:
| - Abuyogon - Anonang - Arado - Balao - Balatson - Balorinay - Bobon - Buenavista - Buri - Caanislagan - Cadahunan - Cagangon - Cali - Calsadahay - Candag-on - Cansiboy - Catagbacan - Damulo-an - Dina-ayan - Dumalag | - Esperanza - Gamay - Gitablan - Hapunan - Hibonawan - Hugpa East - Hugpa West - Ilihan - Kagbana - Kalao - Kalipayan - Kaparasanan - Laguiwan - Libas - Limburan - Logsongan - Maabab - Maghubas - Mahagnao | - Malabca - Malaguinabot - Malaihao - Matin-ao - Moguing - Paghudlan - Paitan - Pangdan - Patag - Patong - Pawa - Poblacion District I - Poblacion District II - Poblacion District III - Poblacion District IV - Poblacion District IX - Poblacion District V - Poblacion District VI - Poblacion District VII | - Poblacion District VIII - Roxas - Sambel - San Esteban - San Fernando - San Jose East - San Jose West - San Pablo - Tabuanon - Tagadtaran - Taghuyan - Takin - Tambis - Tambuko - Toloyao - Villa Aurora - Villa Corazon - Villa Patria - Villa Rosas |

## Demografie
Burauen had bij de census van 2007 een inwoneraantal van 48.606 mensen. Dit zijn 1.426 mensen (3,0%) meer dan bij de vorige census van 2000. De gemiddelde jaarlijkse groei komt daarmee uit op 0,41%, hetgeen lager is dan het landelijk jaarlijks gemiddelde over deze periode (2,04%). Vergeleken met de census van 1995 is het aantal mensen met -2.145 (-4,2%) toegenomen.

De bevolkingsdichtheid van Burauen was ten tijde van de laatste census, met 48.606 inwoners op 265,33 km², 183,2 mensen per km².